# Ceratothoa potassoniensis
Ceratothoa potassoniensis là một loài chân đều trong họ Cymothoidae. Loài này được Penso miêu tả khoa học năm 1939.